# Criosurnatante
Il criosupernatante o criosurnatante, chiamato anche plasma criodepleto o plasma depleto del crioprecipitato, è plasma da cui è stato rimosso il crioprecipitato, e ha livelli ridotti di fattore VIII, fattore di von Willebrand, fattore XIII, fibronectina e fibrinogeno.
Il criosupernatante può essere usato quando non è necessaria l'implementazione di fattore VIII, ed è indicato per il plasma exchange nei pazienti con porpora trombotica trombocitopenica e per il trattamento della sindrome emolitico-uremica.